# Blepharodon bicuspidatum
Blepharodon bicuspidatum är en oleanderväxtart som beskrevs av Fourn.. Blepharodon bicuspidatum ingår i släktet Blepharodon och familjen oleanderväxter. Inga underarter finns listade i Catalogue of Life.